# Микільсько-Ботанічна вулиця
Микі́льсько-Ботані́чна ву́лиця — вулиця в Голосіївському районі міста Києва, місцевість Паньківщина. Пролягає від Тарасівської вулиці до вулиці Павла Скоропадського.
Прилучається Паньківська вулиця.

## Історія
Вулиця вперше згадана як запроектована в 1836 році, прокладена як поперечний планувальний зв'язок між вулицями новоутвореного району, де оселялися професура, службовці та студенти Київського університету — так званого Латинського кварталу. Реально розпланована та забудована в 50-х роках XIX століття. Спочатку називалася Микільська, на честь імператора Миколи I (таку ж назву мала теперішня вулиця Івана Мазепи). У 1869 році отримала назву Ботанічна, адже пролягала поблизу старого ботанічного саду імені Фоміна, розташованого вздовж вулиці Гетьмана Павла Скоропадського.
Назву Микільсько-Ботанічна вулиця почали вживати з 90-х років XIX століття. У XX столітті до 1930-х років на картах позначалася здебільшого як Ботанічна, однак в офіційних документах — Микільсько-Ботанічна вулиця
З 1939 року набула офіційну назву Ботанічна вулиця. У поясненні до перейменування зазначалося, що у першій частині міститься церковна назва. Сучасну назву відновлено 1944 року.
Існує легенда, яка, втім, не відповідає дійсності, начебто Микільсько-Ботанічна вулиця названа на честь Миколи Костомарова.

## Забудова
Забудова вулиці досить різностильова, сформувалася переважно в радянські часи. Будівлі кінця XIX — початку XX століття представлені житловими будинками в стилі модерн, неоготика, цегляному стилі. Цікавими зразками післявоєнної сталінської архітектури є будинки № 2, 5, 7-9, 11, 14/7.

### Пам'ятки історії та архітектури
- Будинок № 1/16 — житловий будинок у стилі модерн (1910 рік). Архітектор Микола Яскевич.
- Будинок № 2 — житловий будинок, зведений за проектом архітектора Анатолія Черкаського (1950 рік).
- Будинок № 3 — житловий будинок в еклектичному стилі з елементами модерну (1910-ті роки).
- Будинок № 4 — житловий будинок у стилі неоготика. Зведений архітектором Якубом-Фрідріхом Вольманом у 1896–1897 роках.
- Будинки № 5, 7-9, 11 — житлові будинки, зведені для працівників Управління будинками № 3 Київської дистанції будинків і споруд Південно-Західної залізниці (1951–1958 роки). Автор проекту — архітектор С. Яхненко.
- Будинок № 10 — житловий будинок початку XX століття, цегляний стиль.
- Будинок № 11-А — житловий будинок, кінець XIX — початок XX століття.
- Будинок № 14/7 — «Будинок працівників науки», призначався для професорського складу Київського університету. Зведений на початку 1950-х років архітектором Владиславом Фадеїчевим.

## Особистості
У будинку № 1/16 мешкали перший президент УАН Володимир Вернадський (1918 рік, кв. 20), лікар-гігієніст, професор Київського університету Костянтин Добровольський (1918–1919 роки, кв. 20), письменник Микола Олійник (1994–1997 роки, кв. 14), економіст Леонід Яснопольський (1920-ті роки, кв. 3).
У будинку № 4 проживали правознавець, професор Київського унверситету Леонід Білогриць-Котляревський (кінець XIX століття — 1904 рік), економіст, голова УСДРП Микола Порш (1910-ті роки), природознавець, академік УАН Павло Тутковський (1914-1920-ті роки).
У будинку № 9 (не зберігся) проживала Софія Богомолець, мати академіка Олександра Богомольця. У будинку № 10 мешкав математик, професор Київського університету Борис Букрєєв (1915–1962 роки), його син лікар-терапевт Євген Букрєєв і онук, фізик-теоретик Кирило Толпиго. У будинку № 11-А жили художник Віктор Маслянников (1920-ті роки) та мистецтвознавець Григорій Павлуцький, у будинку № 13 (не зберігся) — академік АН УРСР Орест Левицький, філолог Юліян Яворський та письменник Костянтин Паустовський.
У будинку № 14/7 проживали: літературознавець, академік АН УРСР і СРСР Олександр Білецький (1956–1961 роки, кв. 9), директор Ботанічного саду ім. О. Фоміна Іван Білокінь (1955–1975 роки, кв. 49), учений в галузі гідравліки Ю. Даденков (1954–1991 роки, кв. 54), фізик Іван Кондиленко (1954–1967, кв. 32), льотчик, тричі Герой Радянського Союзу Олександр Покришкін (кінець 1950-х — середина 1960-х років, кв. 29), учений в галузі електротехніки Іван Постніков (кінець 1960-х — середина 1970-х років, кв. 33), теплофізик і теплоенергетик Всеволод Толубинський (1955–1970 роки, кв. № 16), математик, академік АН УРСР Йосип Штокало (1974–1987 роки, кв. 19).
У будинку № 17/4 мешкала льотчиця, Герой Радянського Союзу Надія Федутенко (1970–1978), у будинку № 23 проживав художник Лев Крамаренко, а в будинку № 33 (не зберігся) — популярний київський журналіст, критик і театрознавець, викладач російської мови Всеволод Чаговець, батько майбутнього академіка Ростислава Чаговця. У будинку № 31 мешкав хімік, академік АН УРСР Анатолій Пилипенко (1976–1993).

## Вулиця у мистецтві
Письменник Костянтин Паустовський згадував про своє проживання на Микільсько-Ботанічній вулиці в автобіографічній «Повісті про життя».

## Меморіальні дошки
- буд. № 14/7 — меморіальна дошка на честь літературознавця академіка Олександра Білецького, який мешкав у цьому будинку у 1956–1961 роках. Відкрита 22 лютого 1973 року, скульптор Олександр Скобліков, архітектор Анатолій Ігнащенко.
- буд. № 14/7 — меморіальна дошка на честь історика, академіка АН УРСР Йосипа Штокало, який жив у цьому будинку у 1974–1987 роках. Відкрита 30 листопада 1989 року.
- буд. № 17/4 — меморіальна дошка на честь льотчиці, Героя Радянського Союзу Надії Федутенко, яка жила в цьому будинку в 1970–1978 роках. Відкрита у 1986 році, скульптор В. А. Дьяченко, архітектор Р. П. Юхтовський.

## Зображення

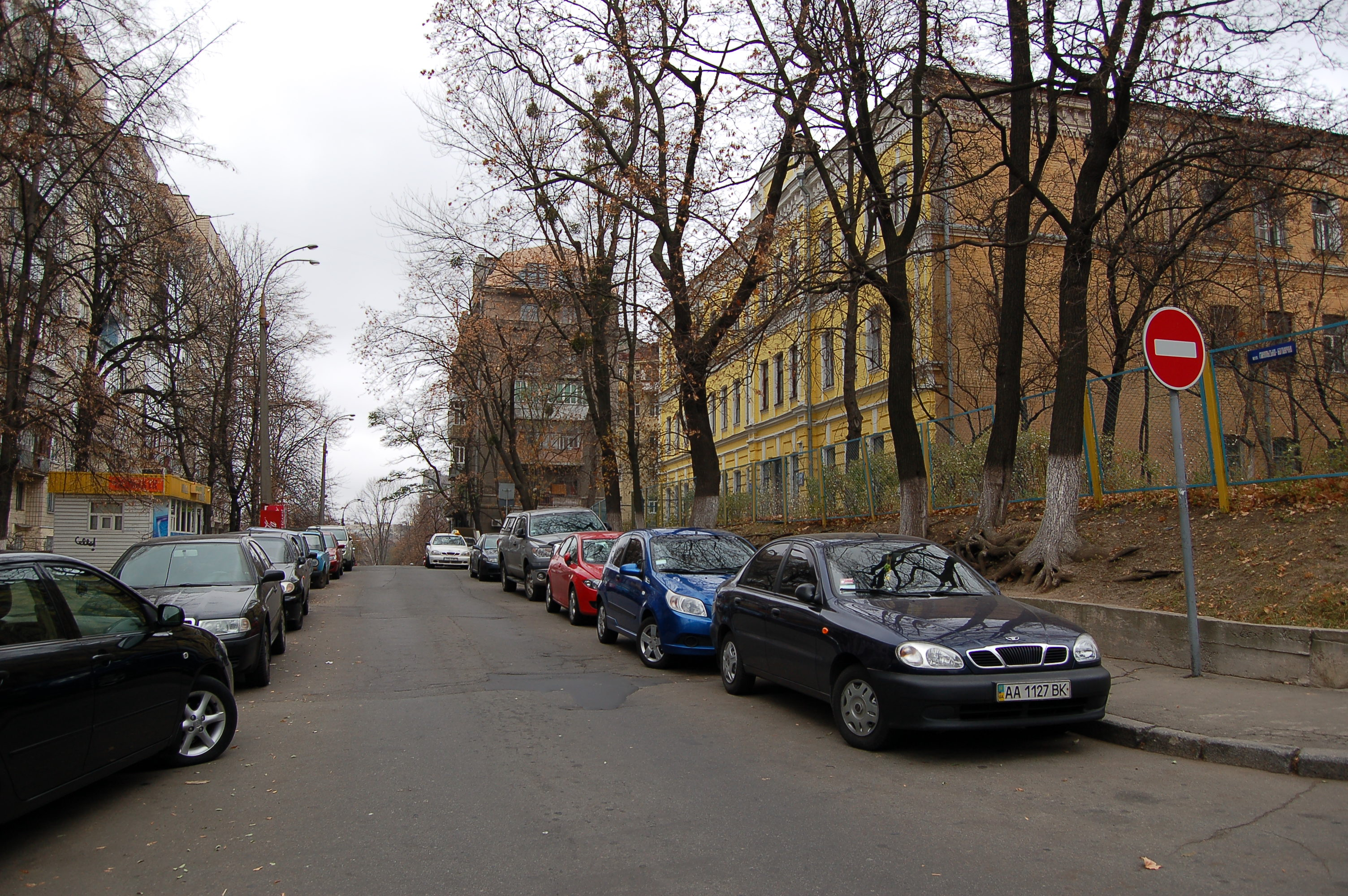
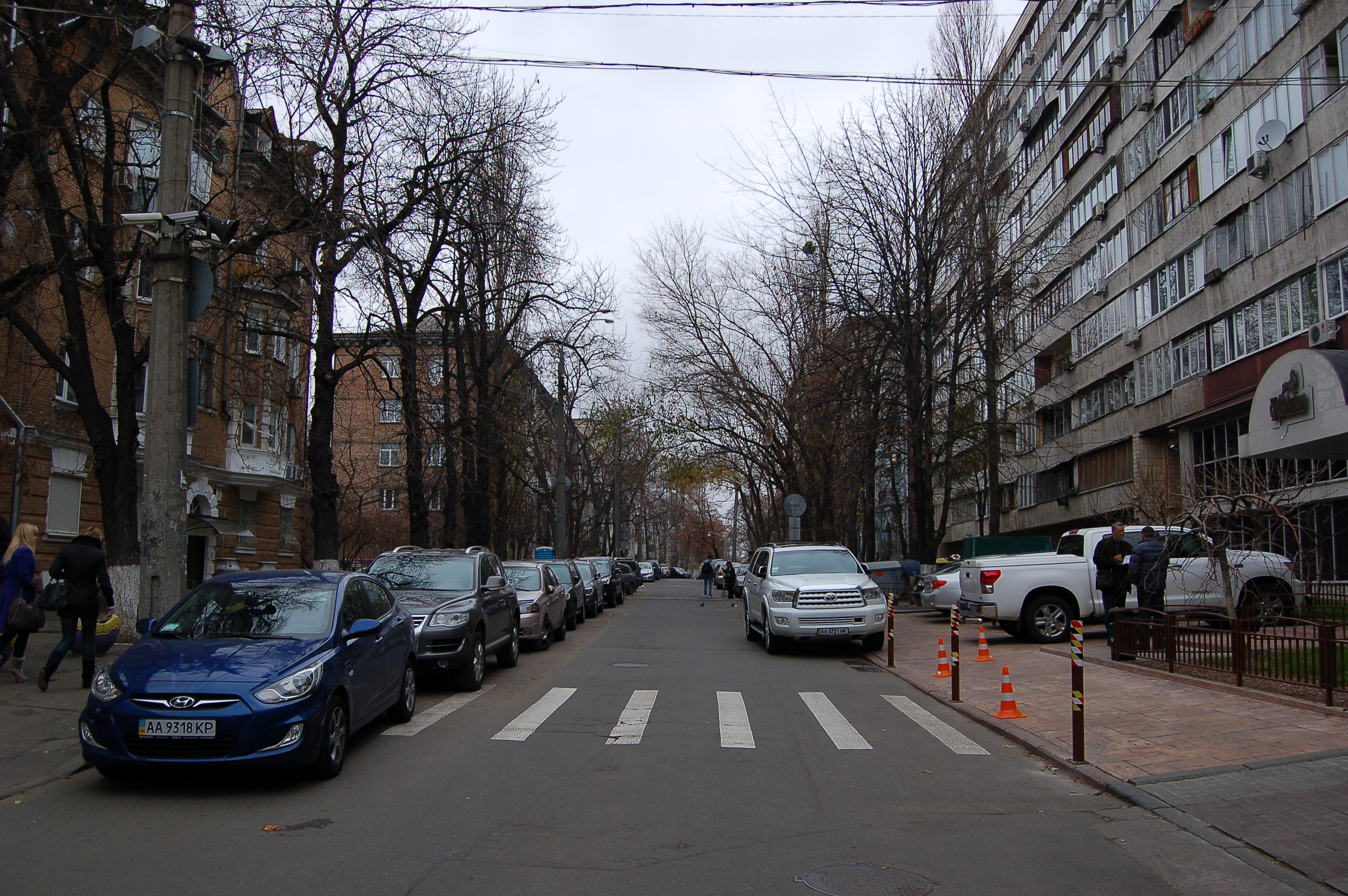
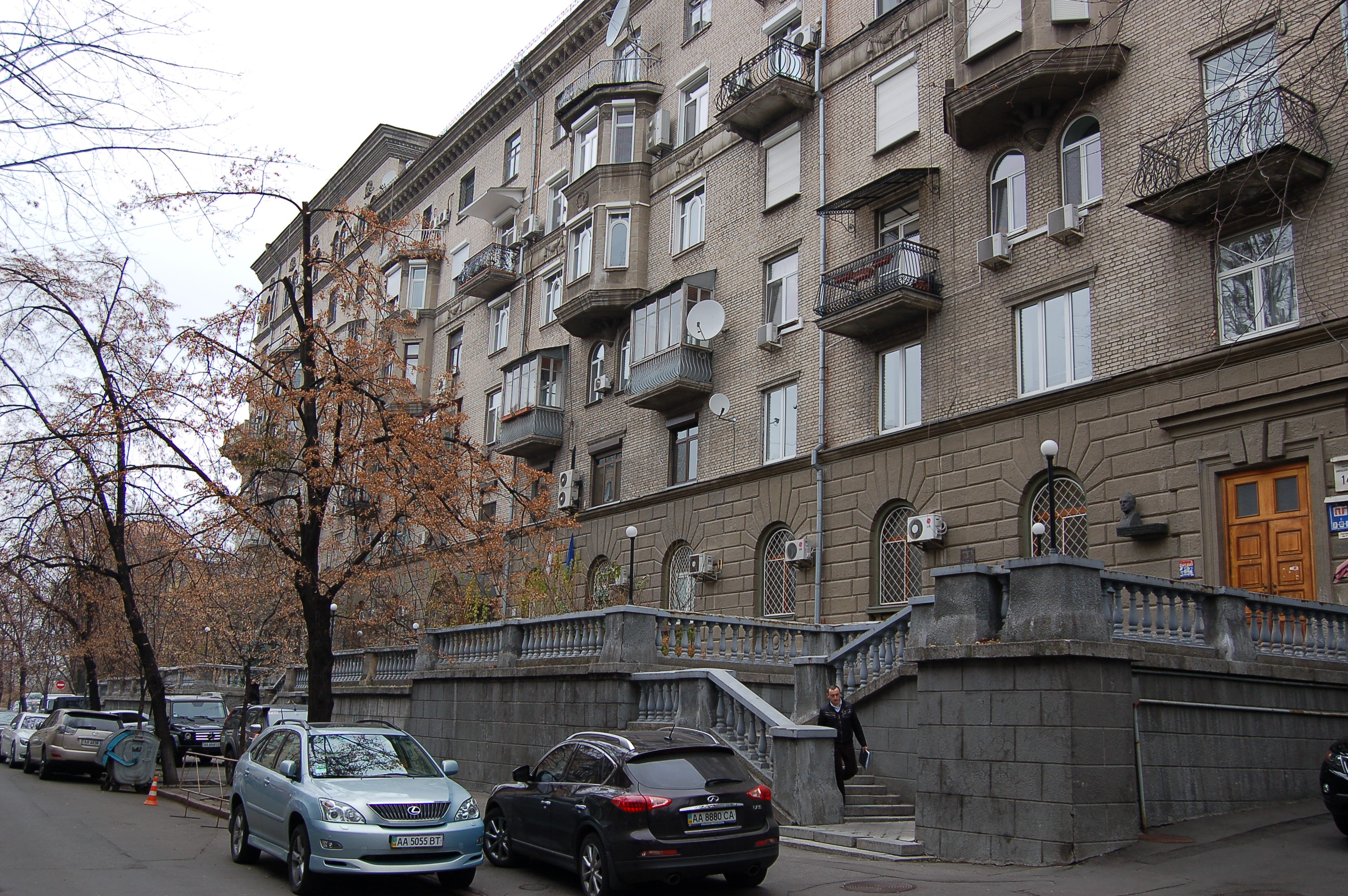
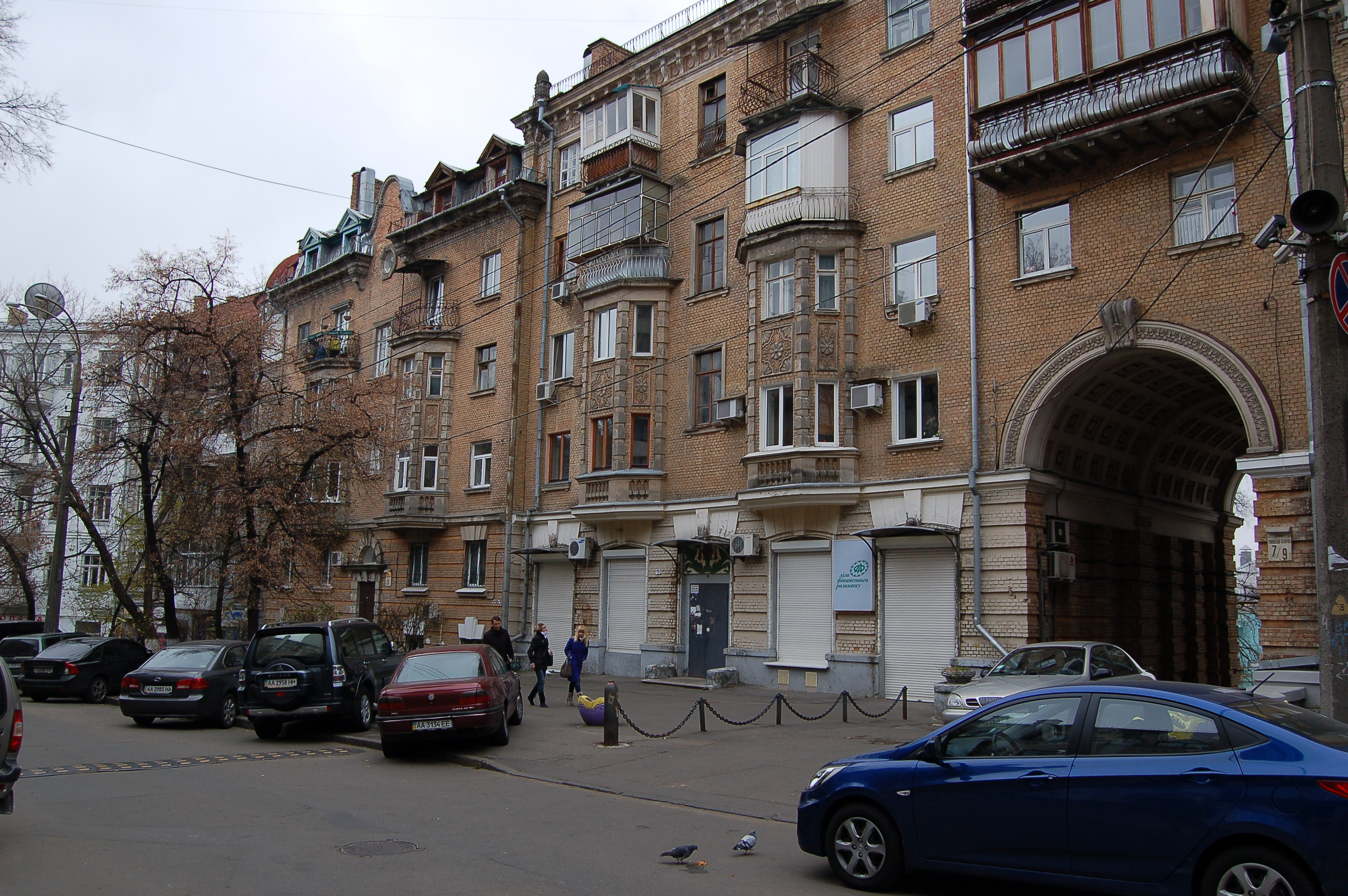
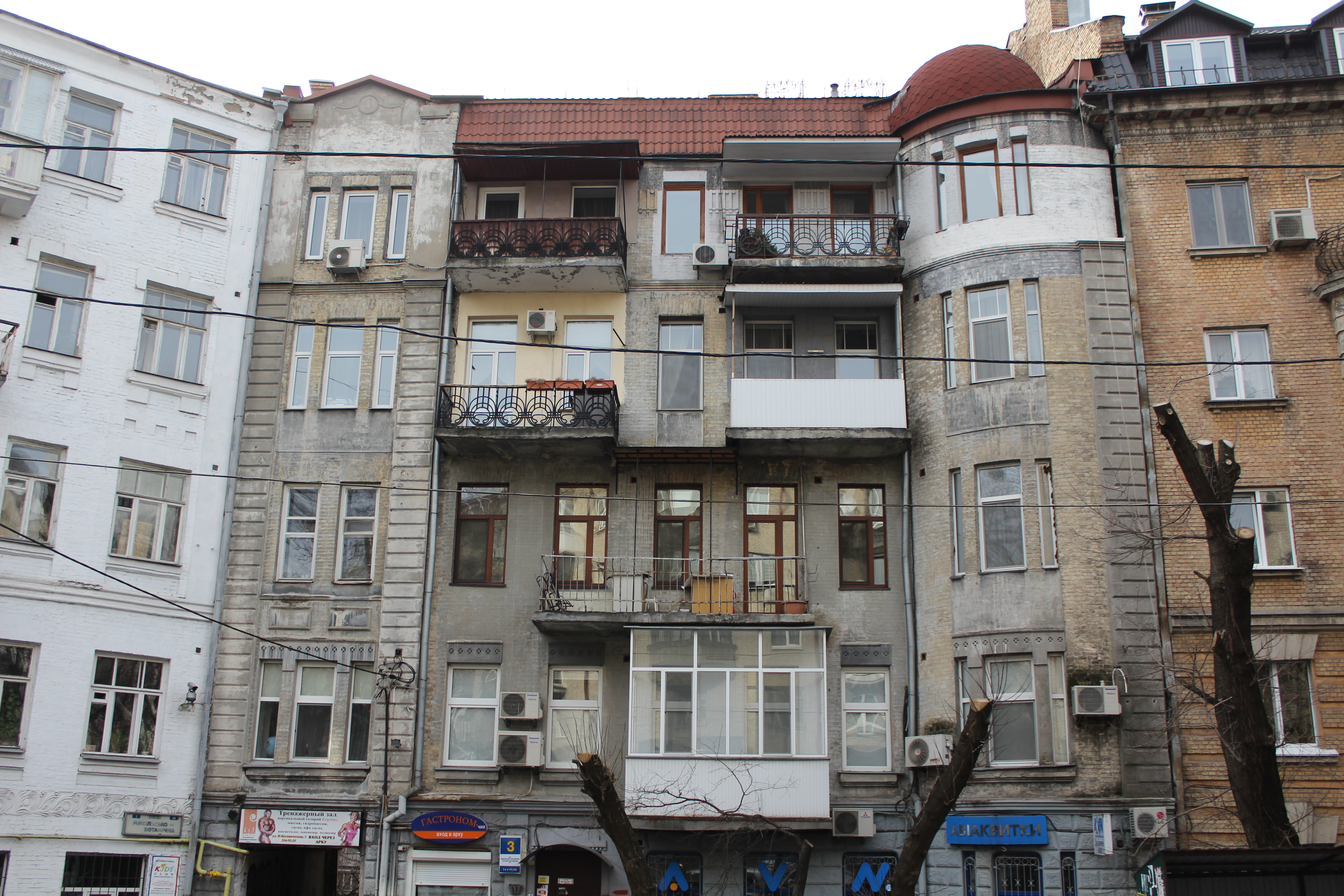
Будинок прибутковий, Микільсько-Ботанічна 3
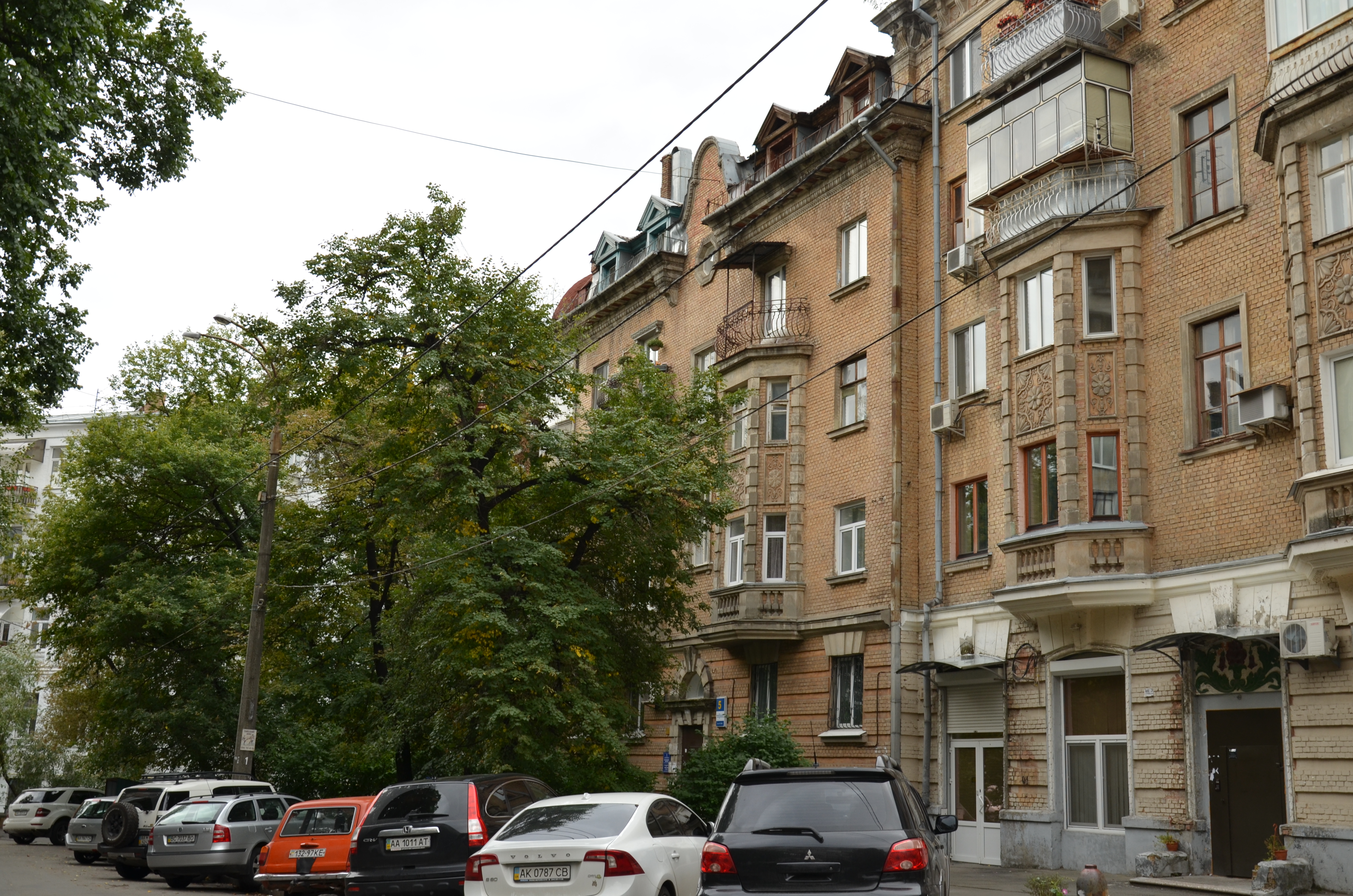
Будинок житловий працівників Управління Київської дистанції будинків і споруд Південно-Західної залізниці, Микільсько-Ботанічна 5
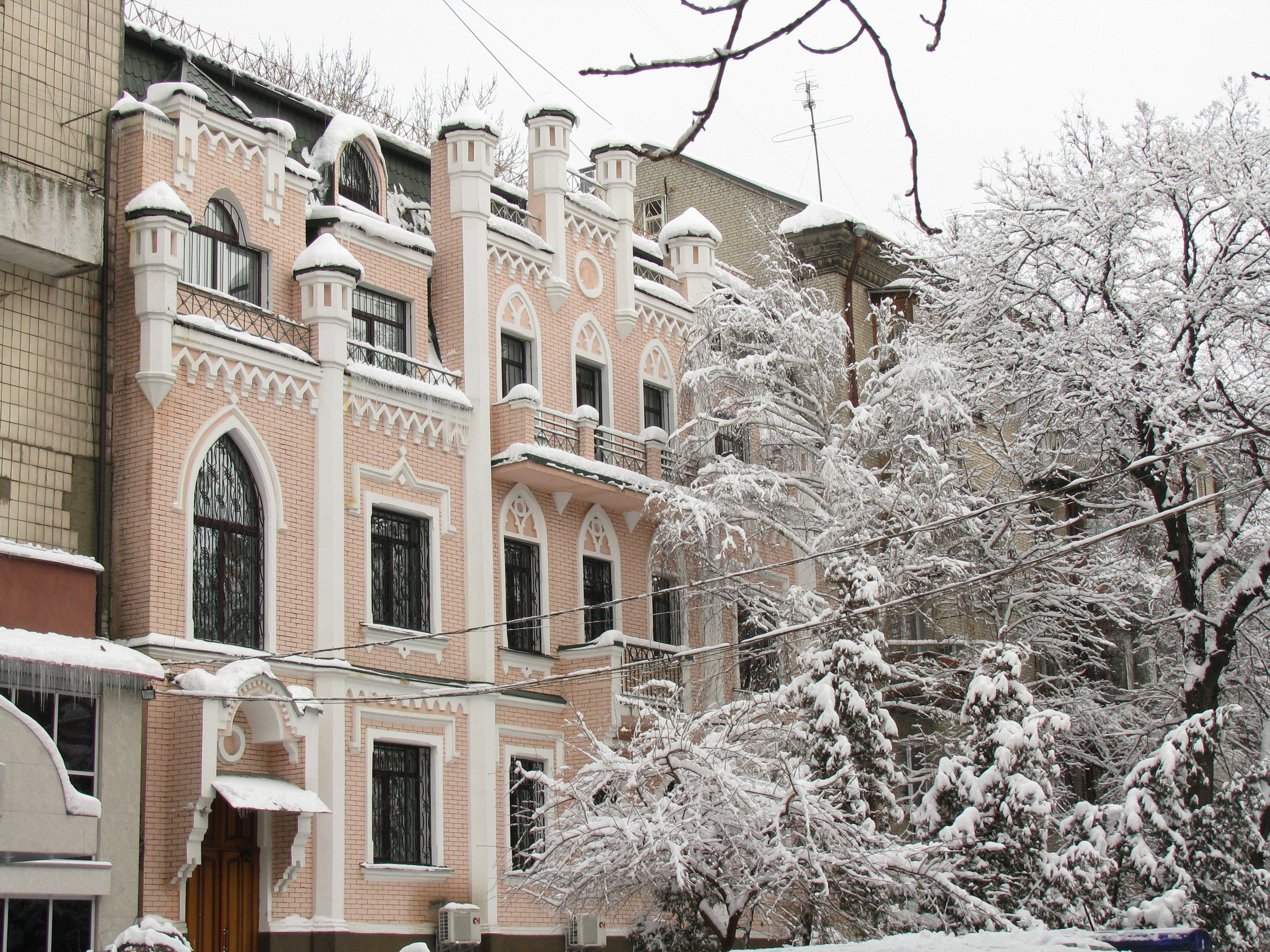
Будинок житловий Микільсько-Ботанчіна 8
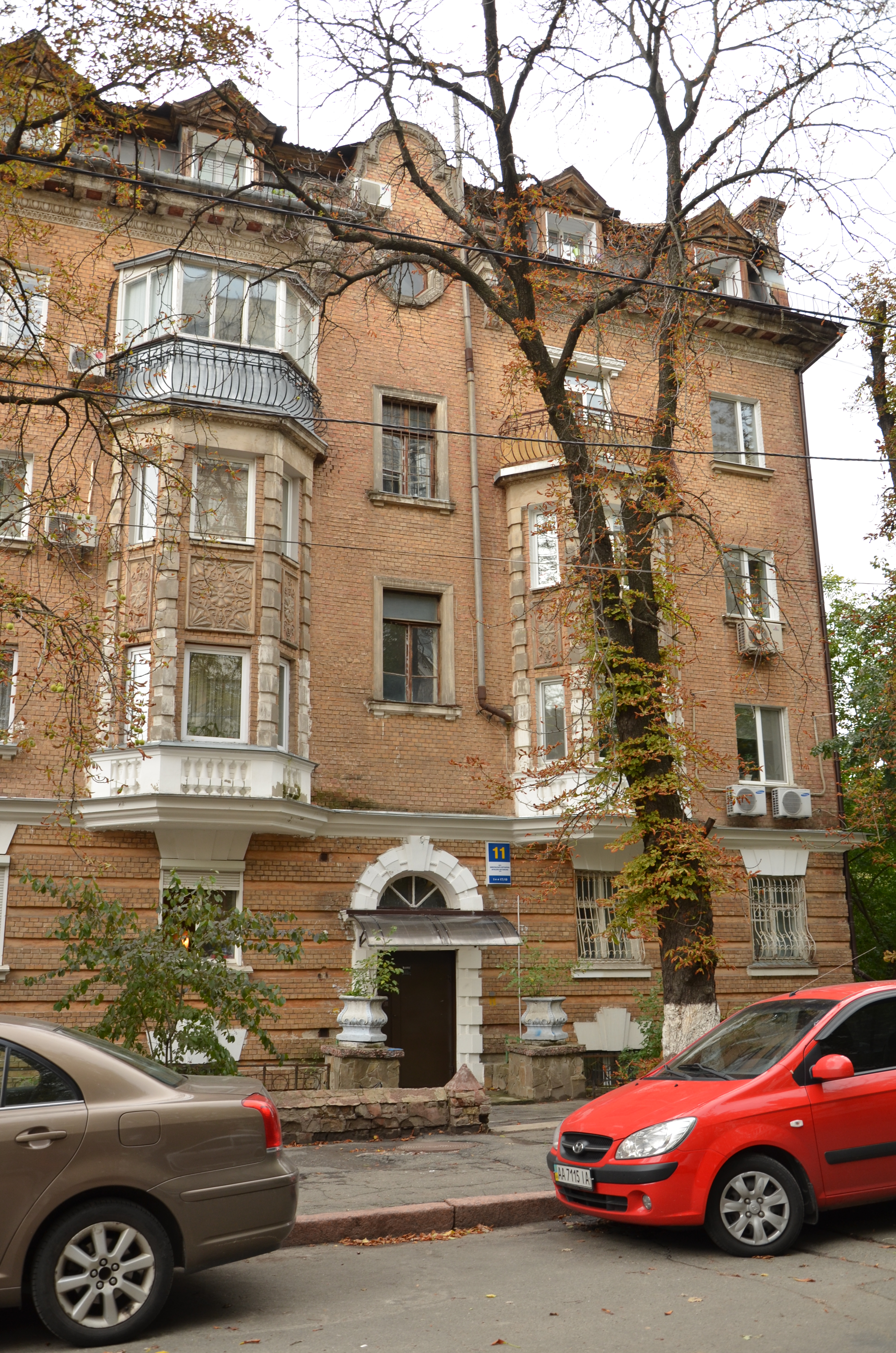
Будинок житловий працівників Управління Київської дистанції будинків і споруд Південно-Західної залізниці, Микільсько-Ботанічна 11
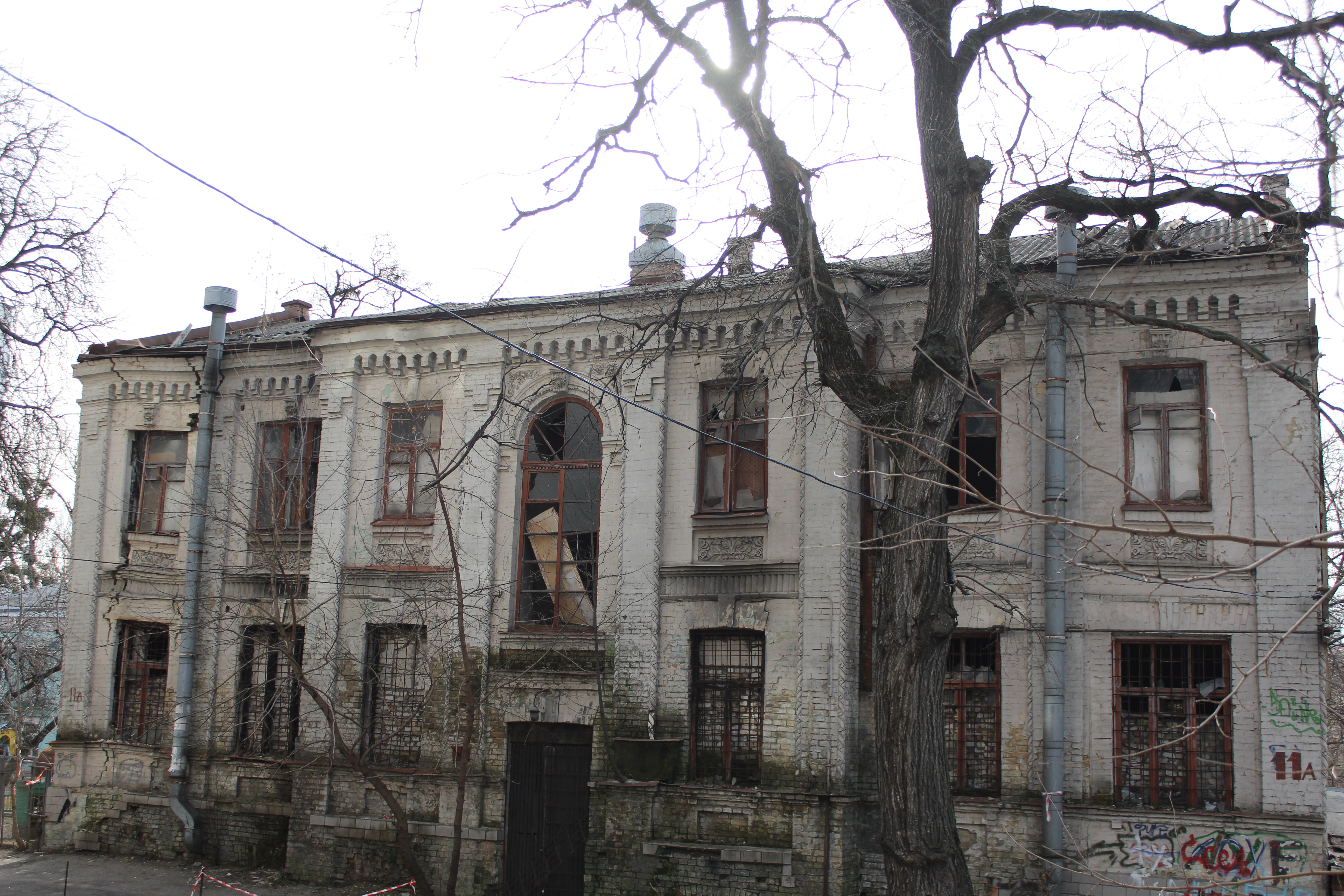
Флігель житловий, в якому проживали живописець В. Л. Маслянников, мистецтвознавець, педагог Г. Г. Павлуцький, Микільсько-Ботанічна вул. 11а

Меморіальна дошка Олександрові Білецькому
Меморіальна дошка Йосипові  Штокалу
Меморіальна дошка Надії Федутенко